# ÖBB 1012 sorozat

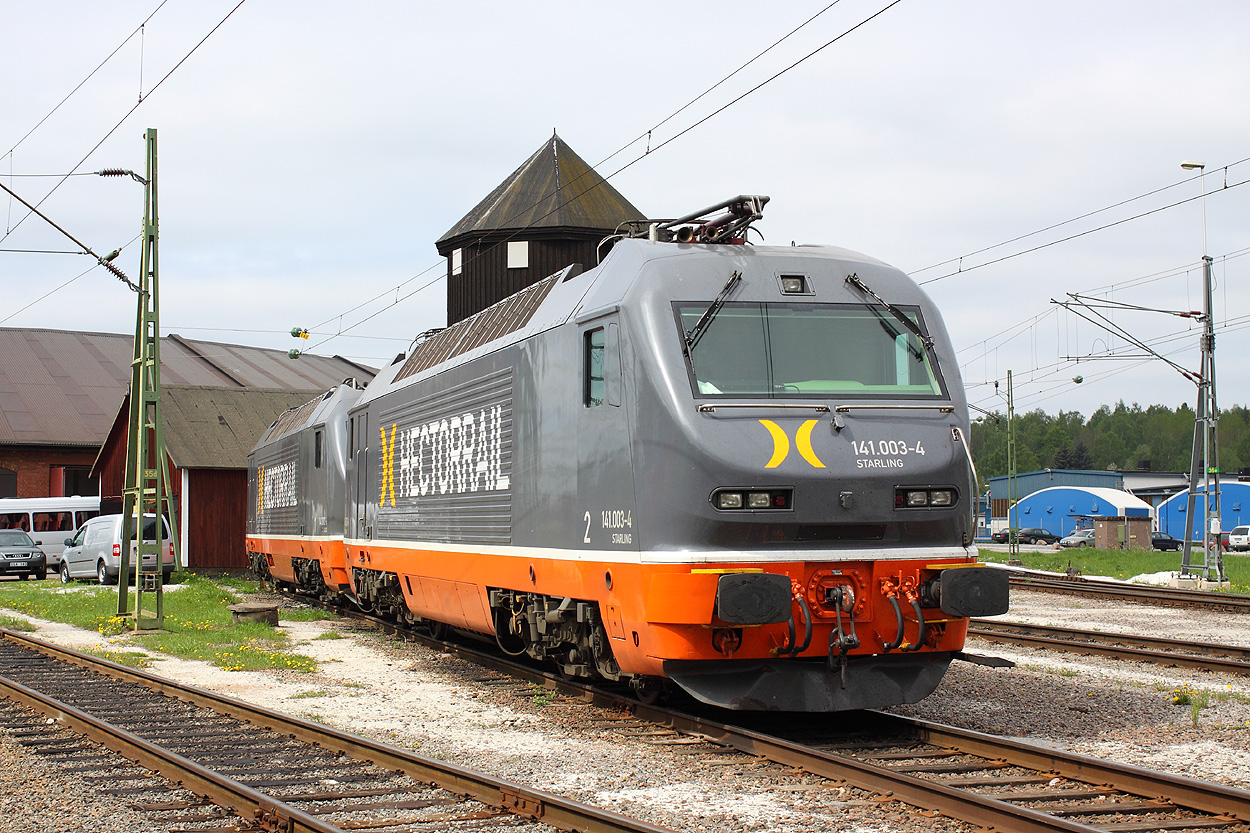
A Hector Rail kötelékében

Az ÖBB 1012 sorozat egy osztrák 15 kV, 16,7 Hz áramrendszerű, Bo'Bo' tengelyelrendezésű villamosmozdony-sorozat volt. Jelenleg már nem közlekednek az ÖBB vonalain.

## Története
A mozdony az ÖBB számára lett kifejlesztve, ám összesen csak a 3 prototípus épült meg. A mozdony túl drága lett, ezért az ÖBB inkább ÖBB 1116-osokat vásárolt a Siemenstől.
A 3 prototípus építése közben megváltozott az ÖBB vezetése, az új vezetés már nem kívánta átvenni a mozdonyokat a 6,4 millió EUR áron. Végül a mozdonyok 1997-ben kb. 5 millió EUR áron készültek el. Időközben döntöttek a magasabb megbízhatóságú és olcsóbb Taurus-mozdonyok vételéről, így nem is kapta meg az 1012-es sorozat a 230 km/h sebességre az engedélyt.
A mozdonyok Innsbruck környékén közlekedtek RoLa-vonatokkal, majd 2006-ban leállították őket. A svéd Hector Rail magánvasút 2005-2006-ban tesztelte az 1012 002 mozdonyt, majd 2007 márciusában megvette mind a 3 mozdonyt. Svédországban a 141 001 - 141 003-ra átszámozott, fekete-narancs mozdonyok a Hallsberg-be lettek állomásítva, tehervonatokat és éjszakai vonatok továbbítanak.